# Guaviare (folyó)
A Guaviare Kolumbia egyik legbővizűbb folyója, az Orinoco legbővizűbb mellékfolyója.
A kolumbiai Keleti-Kordillerában ered, a Los Picachos csúcsai és a Sumapaz nevű páramo között. Két forrásága a Guayabero és az Ariari,
amelyeket a geológiailag a Guyanai-pajzshoz tartozó Sierra de la Macarena hegység választ el egymástól. Fő mellékfolyója az Inírida. A Guaviare kelet–északkelet felé folyik, míg el nem éri a venezuelai határon folyó Orinocót, ahova betorkollik. Rendkívül kanyargós vonala határul szolgál a bal parton fekvő Meta és Vichada, valamint a jobb parti Guaviare és Guainía megyék között. Torkolatától San Juan del Guaviare városáig hajózható. A folyó vízgyűjtő területe 140 000 km², ennek legmagasabb pontja a Sumapaz vidékén található, 4560 méter magas El Nevado.

## Képek

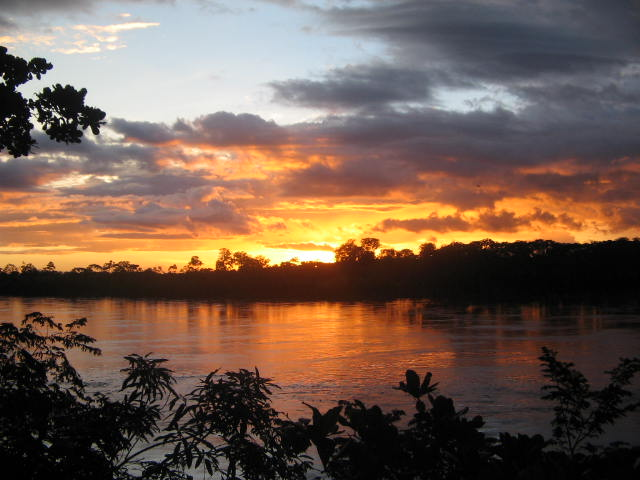
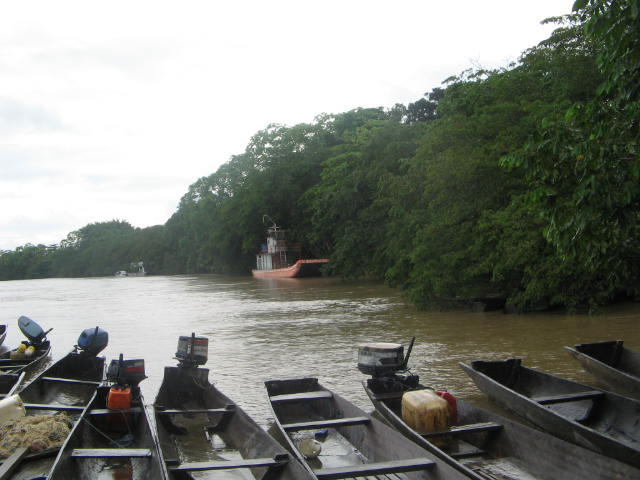
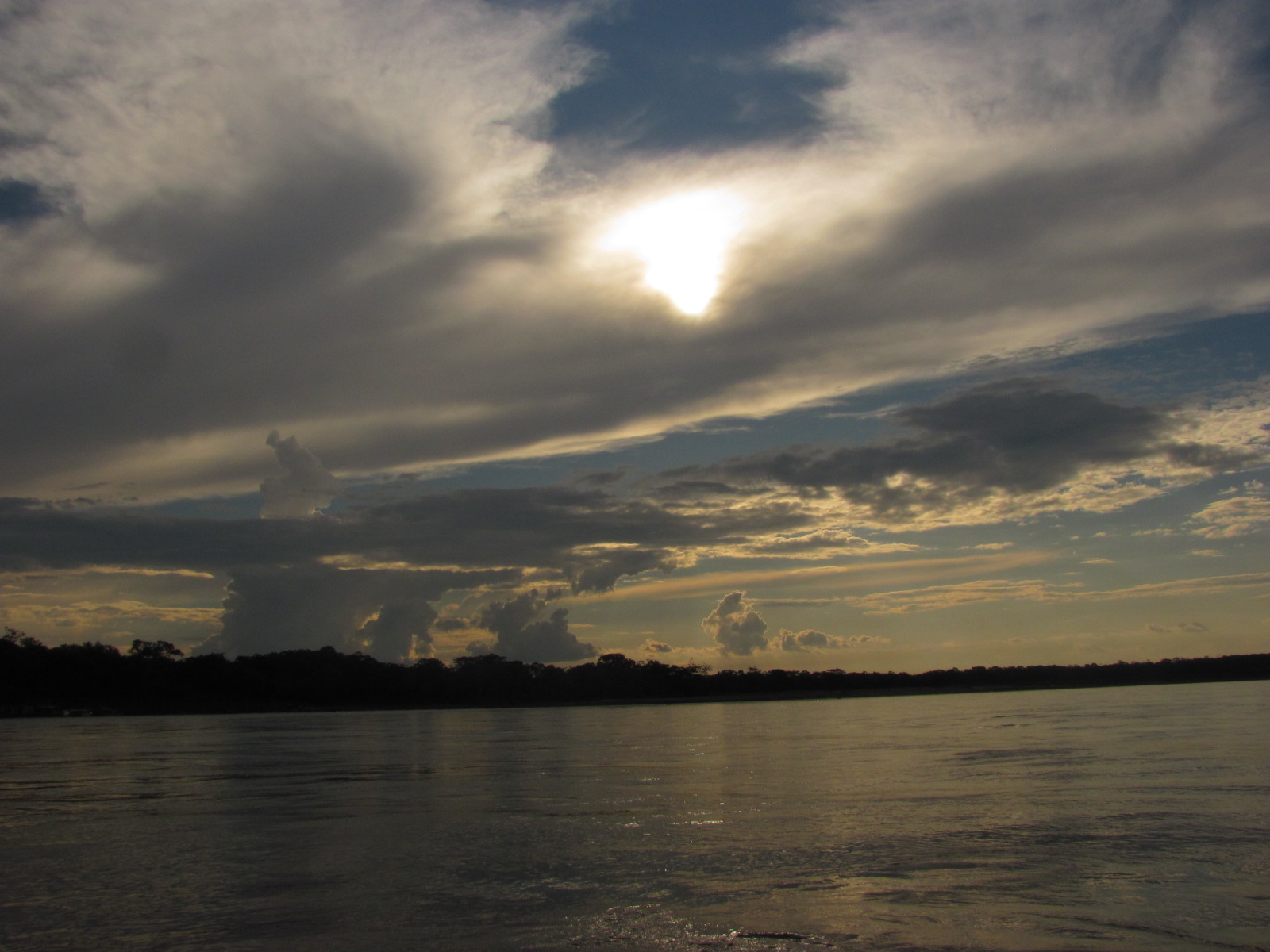
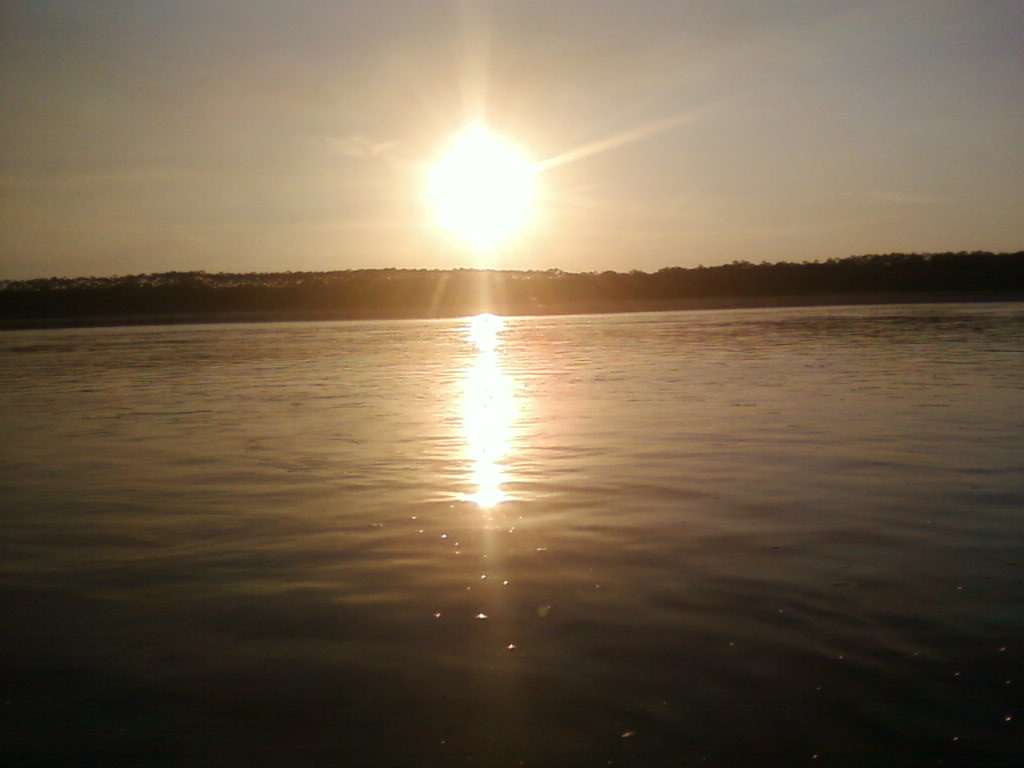